# ソリッドネットワークス
ソリッドネットワークス株式会社（英: SOLID NETWORKS Inc.）は、オンラインゲームの運営やホスティングサーバサービスなどを行っていた日本の企業。
オンラインゲーム事業は子会社のゲームガーデン株式会社が行っていたが、2006年9月30日にソリッドネットワークス株式会社に吸収合併された。
2010年、ホスティング事業を別会社に譲渡し、オンラインゲーム事業からも撤退した。

## オンラインゲーム事業
1996年に設立された、ソリッドネットワークスの前身会社となる有限会社グレイスネットが、1999年10月に韓国のネクソンと事業提携して日本向けのオンラインゲーム事業を立ち上げ、風の王国などのサービス提供を行った。
2000年3月には前身会社2社の営業権譲渡により、ソリッドネットワークスが設立されたが、2000年9月にネクソンへの第三者割当増資を行い合弁会社となり、社名を株式会社ネクソンジャパンに変更した。その後はネクソンのオンラインゲーム配信会社として、エランシアや闇の伝説の運営とサービス提供を行った。
そして2002年1月にネクソンのオンラインゲーム配信権を、ネクソンが新たに設立した株式会社ネクソンジャパンに譲渡し、社名を元のソリッドネットワークスに変更した。
その後は株式会社ネクソンジャパン時代に得たノウハウを活かし、独自のオンラインゲーム運営などを行っているほか、ゲームポータルサイトにゲームタイトルの提供を行っていた。
2010年10月29日をもって運営していたサービスを全て終了。オンラインゲーム事業から事実上撤退した。

### かつて運営していたゲームタイトル
- ストラガーデン
- ファンタテニス
- Nea-Dea Online

### 提供先
- コーエー（GAMECITY）
- ハンゲーム
- テクモ・SeedC（Lievo）
- ネクソンジャパン
- ガマニアデジタルエンターテインメント（ガマニア）
- ジークレスト（アットゲームズ）

## ホスティング事業
ソリッドウェブ・ホスティングサービスとして、有料でウェブページを作ったり電子メールをやり取りするために必要となるサーバをレンタルする、ホスティングサーバサービスを提供していた。
当事業は、2010年6月1日付で株式会社テラスに事業譲渡された。